# 映画局
映画局（えいがきょく、Films Division of India）は、インド情報・放送省の部局で、インドの歴史の記録を目的としたドキュメンタリー映画、ニュース映画を製作する機関。

## 概要
イギリス領インド帝国時代のインドにはドキュメンタリー映画、ニュース映画を製作する組織は欧米人が占めており、独立後にインド人による組織の編成が行われた。これにより、独立から1年後の1948年に情報・放送省の部局として映画局が設立され、同局は国内最大のドキュメンタリー映画、短編映画製作機関へと成長した。
映画局本部はムンバイに置かれており、ニューデリー、コルカタ、バンガロール、チェンナイ、ティルヴァナンタプラム、ハイデラバード、ヴィジャヤワーダに支部が置かれている。ムンバイとニューデリーではドキュメンタリー映画、ニュース映画の製作を担当しており、コルカタとバンガロールでは中長編映画・ビデオが製作されている。主な活動として国営テレビのドゥールダルシャンで放送するためのドキュメンタリー映画、ニュース映画の製作、地方の農村向けの宣伝映画の製作があり、国民統合や不可触民差別撤廃、農村開発などの啓蒙活動を目的とした内容を現地の伝承などを基に現地の脚本家や俳優を起用して製作している。製作作品の中には『Ek Anek Aur Ekta』のように古典的名作とされる作品も含まれている。創設以来8000本以上の映画を製作しており、そのうち5000本の映画がオンライン上で販売、ダウンロード可能となっている。
1990年からはムンバイ国際映画祭を主催しており、2012年からはムンバイでアーカイヴ作品を上映するフィルム・クラブを開設している。また2019年に設立されたインド国立映画博物館の管理も担当している。
2022年3月に組織改編が行われ、映画局の機能はインド国立映画開発公社に統合されたが、担当部門名として「映画局」の名称はそのまま引き継がれることになった。

## 主なフィルモグラフィ
- Through the Eyes of a Painter（1967年）
- The House That Ananda Built（1968年）
- Mahatma: Life of Gandhi, 1869–1948（1968年）
- Bansuri Guru（2013年）